# Parc national de Doi Suthep-Pui
Le parc national de Doi Suthep-Pui (thaï : อุทยานแห่งชาติดอยสุเทพ-ปุย) est un parc naturel de Thaïlande situé dans la province de Chiang Mai, à seulement 15 km à l'ouest de la ville de Chiang Mai. Il a une superficie de 261,06 km2 et a été fondé en 1981. 
Ce parc national inclut :

n°1 : parc national de Doi Inthanon ; n°2 : parc national de Doi Pha Hom Pok ; n° 3 : parc national de Doi Suthep-Pui

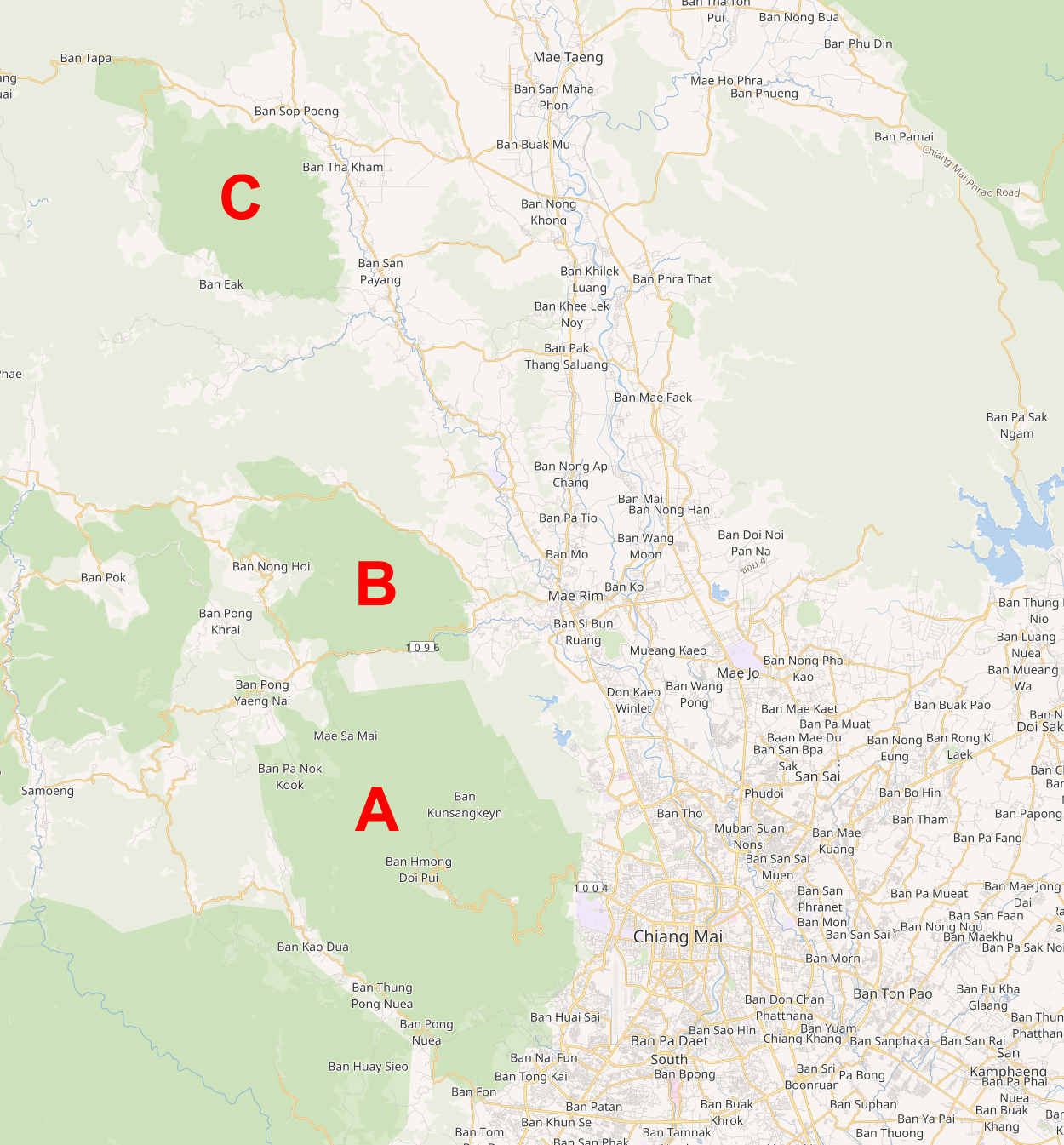
Parc national de Doi Suthep-Pui

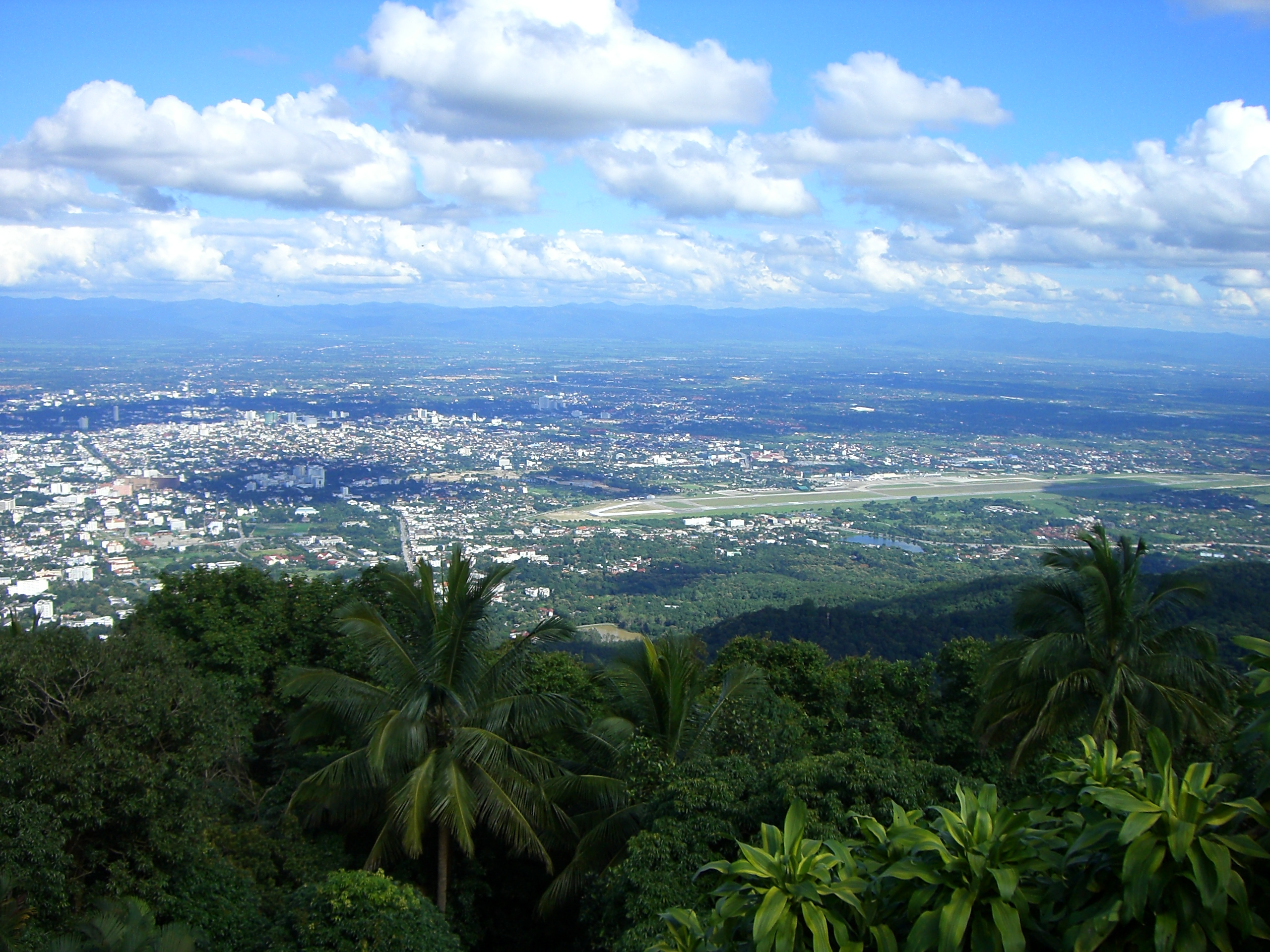
Vue de Chiang Mai depuis Doi Suthep

- le temple bouddhiste Wat Phrathat Doi Suthep
- et le palais Bhubing , la résidence d'hiver de la famille royale.

Temple bouddhiste Wat Phrathat Doi Suthep
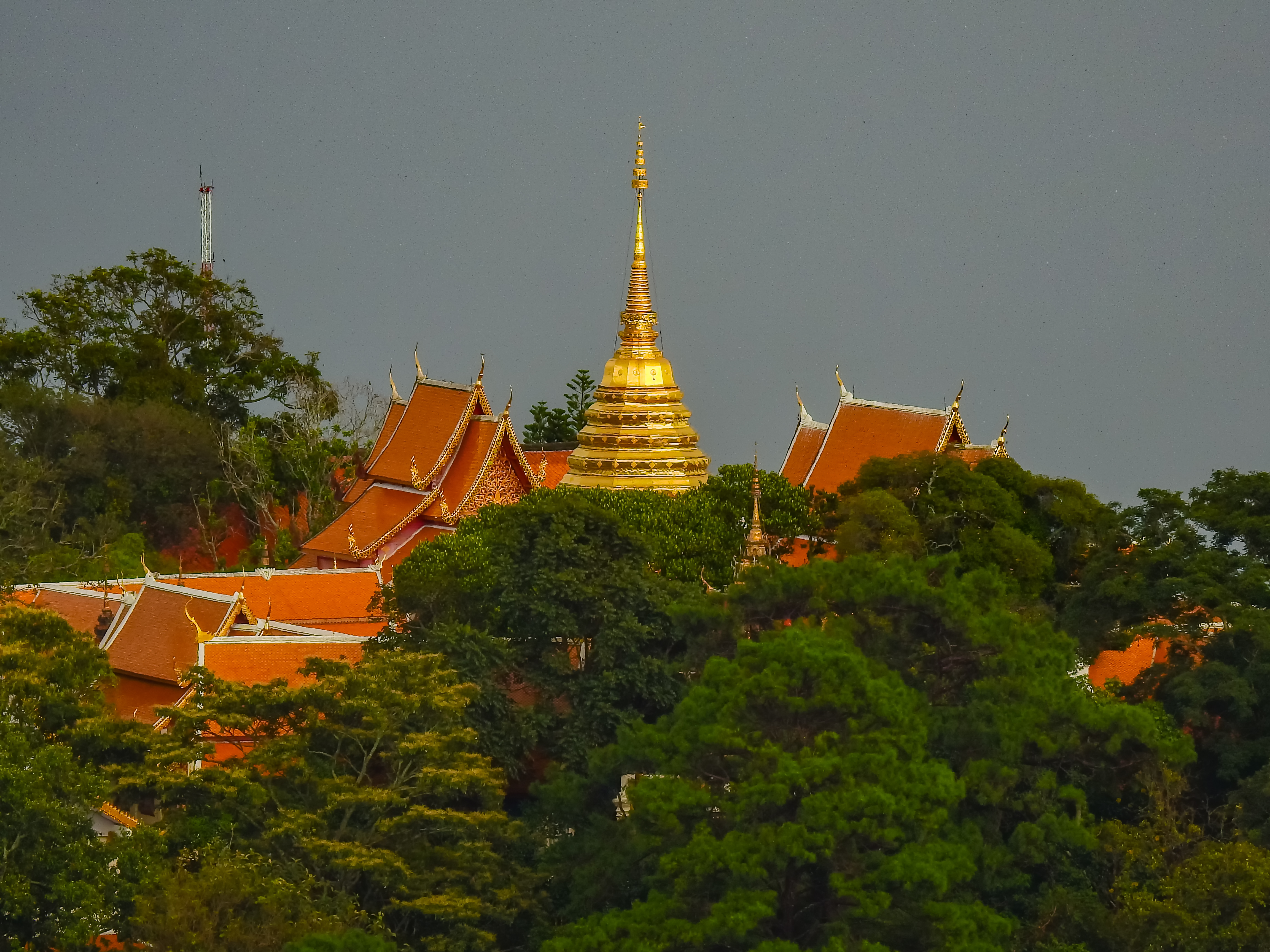
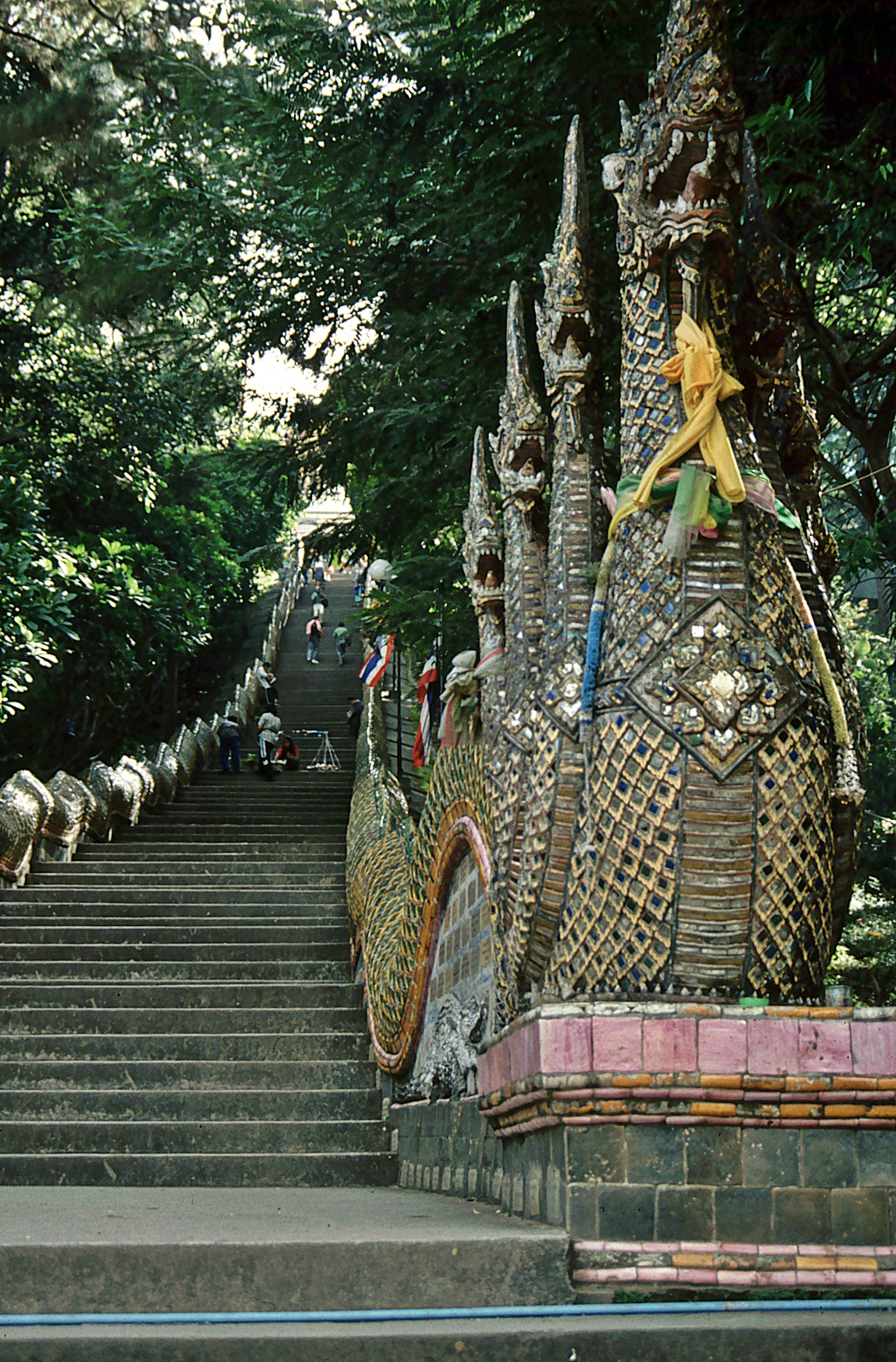
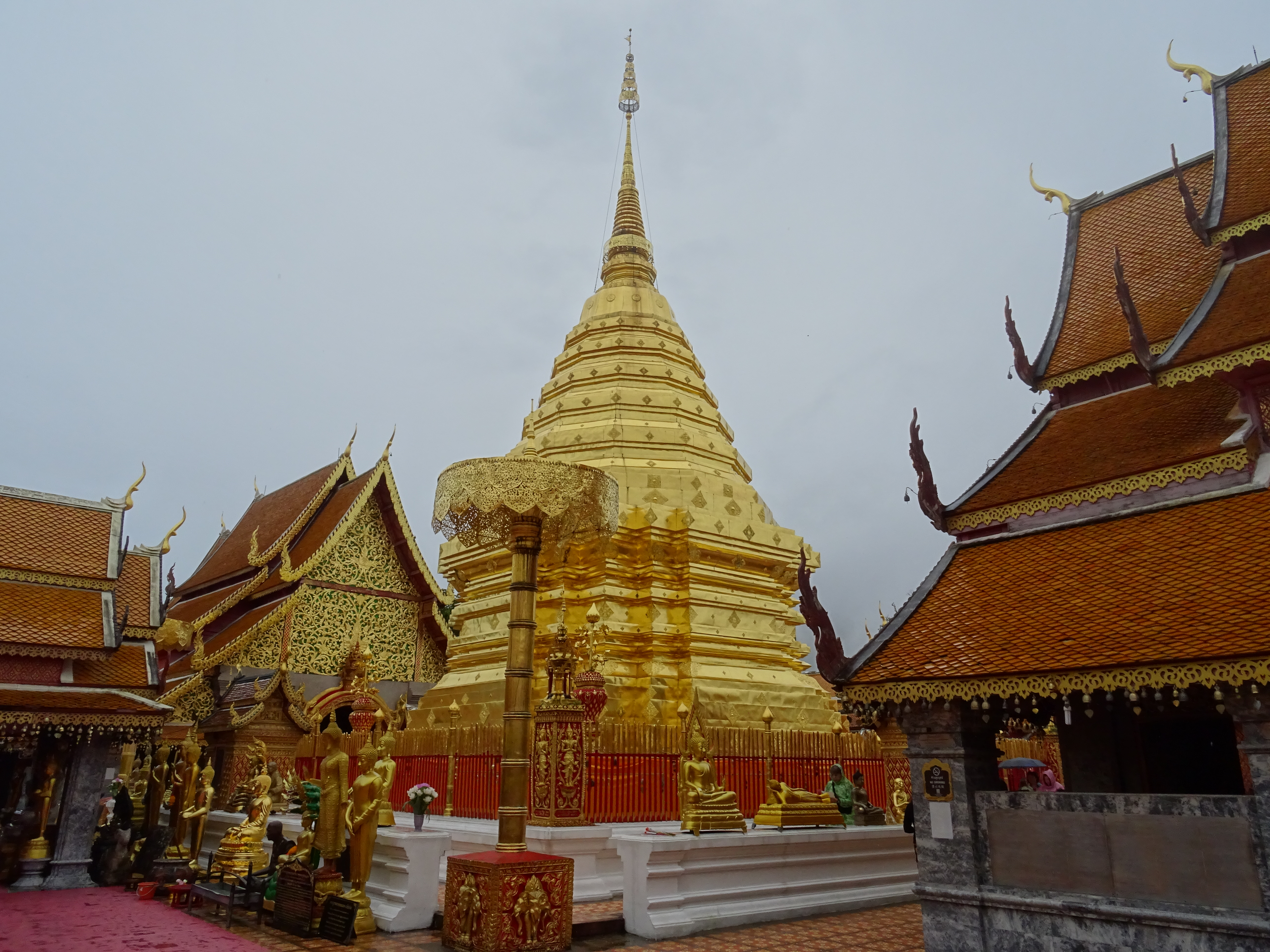

Palais Bhubing
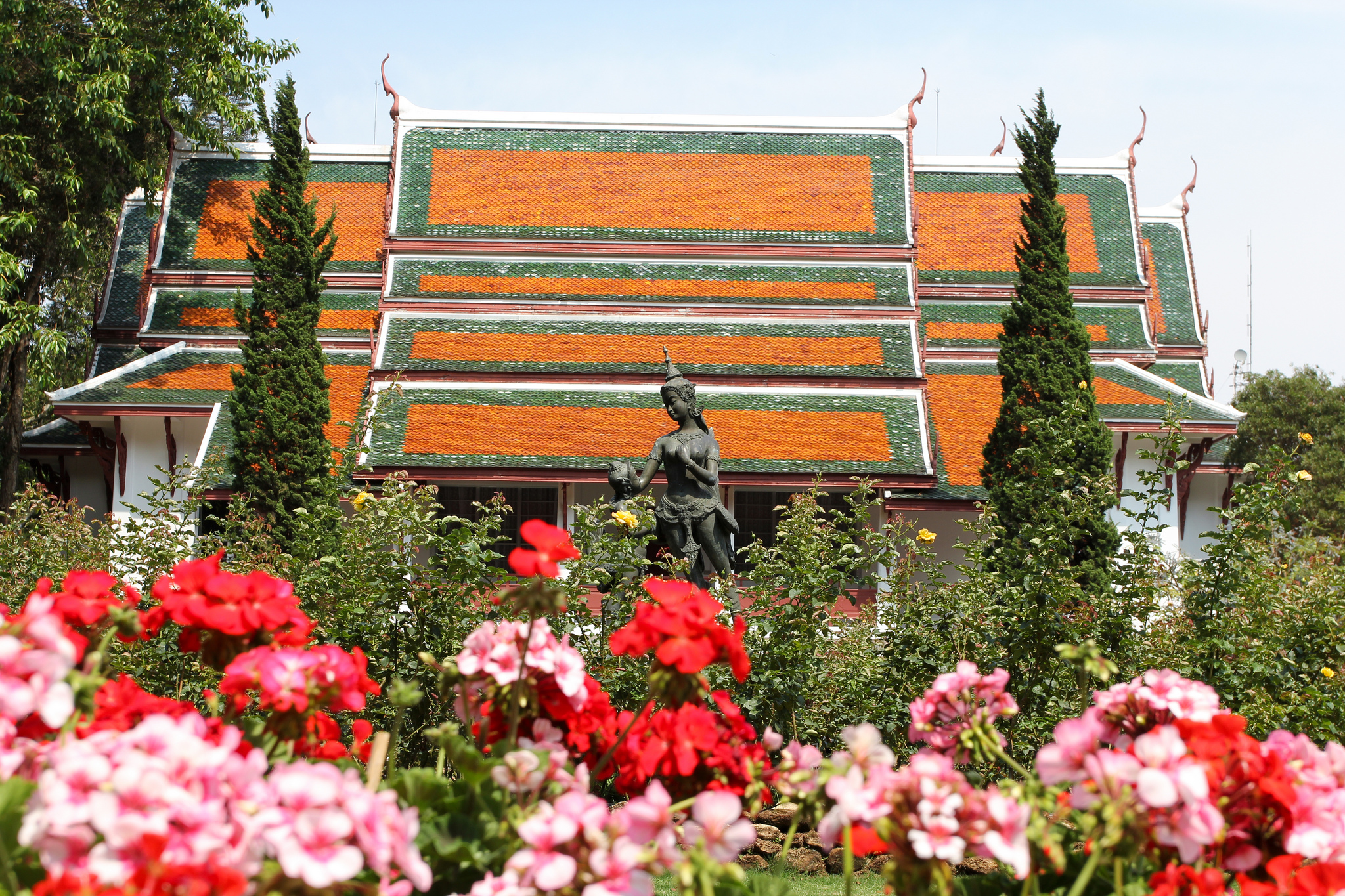
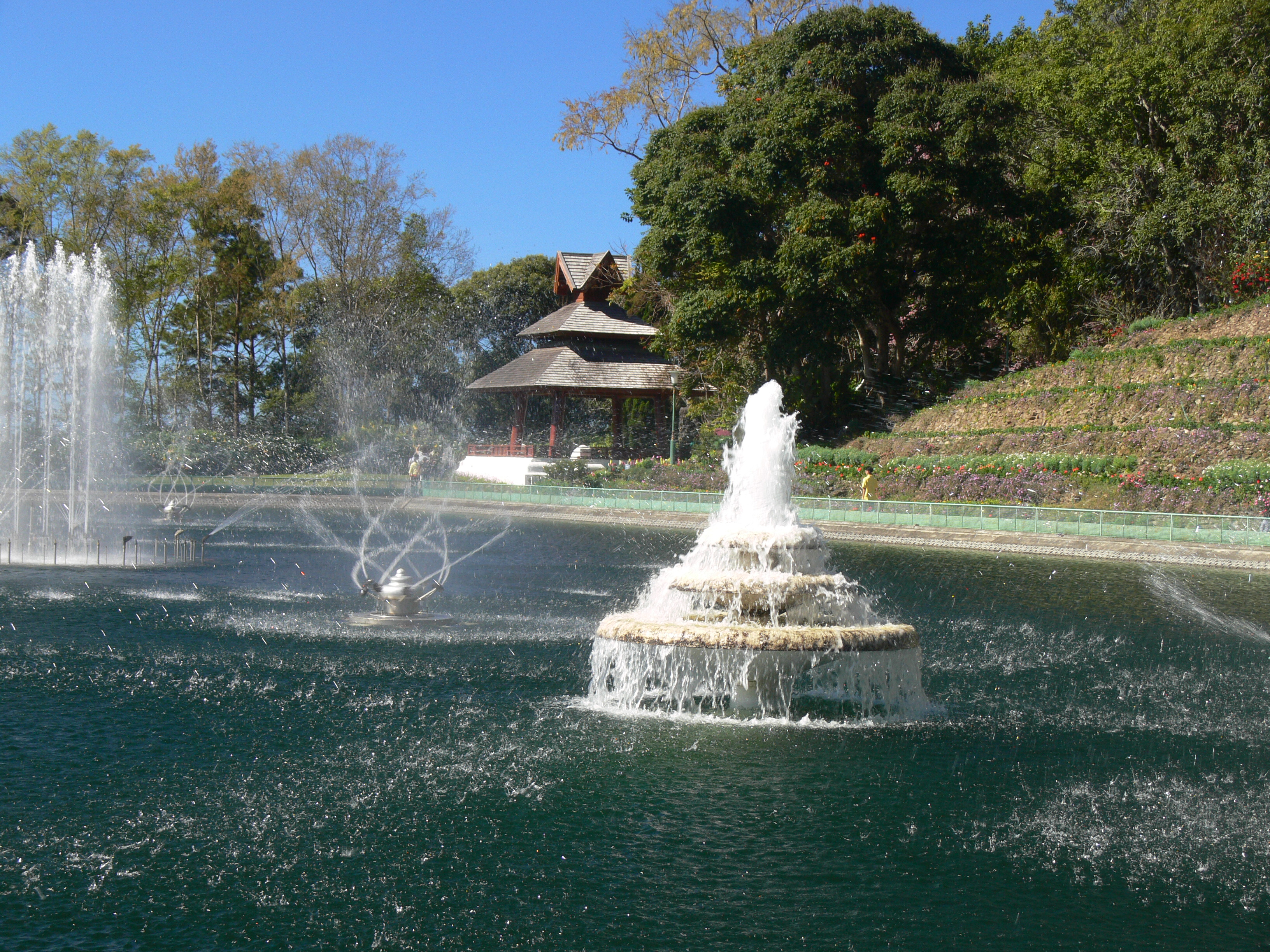
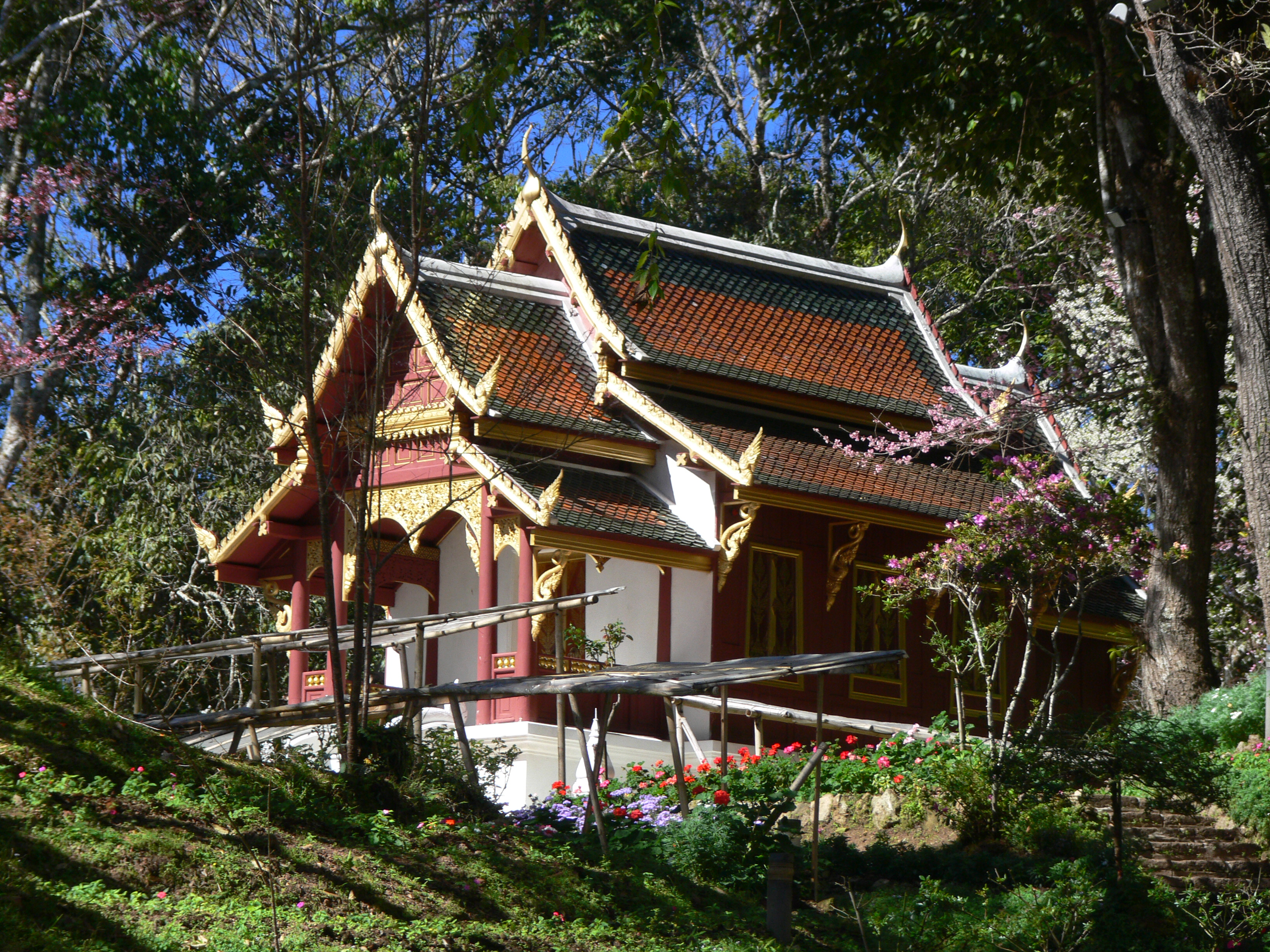

## Géographie et climat
Les trois principaux sommets de ce parc montagneux couvert de forêts tropicales sont Doi Suthep (1676 m), Doi Phui (1685 m) et Doi Buak Ha.

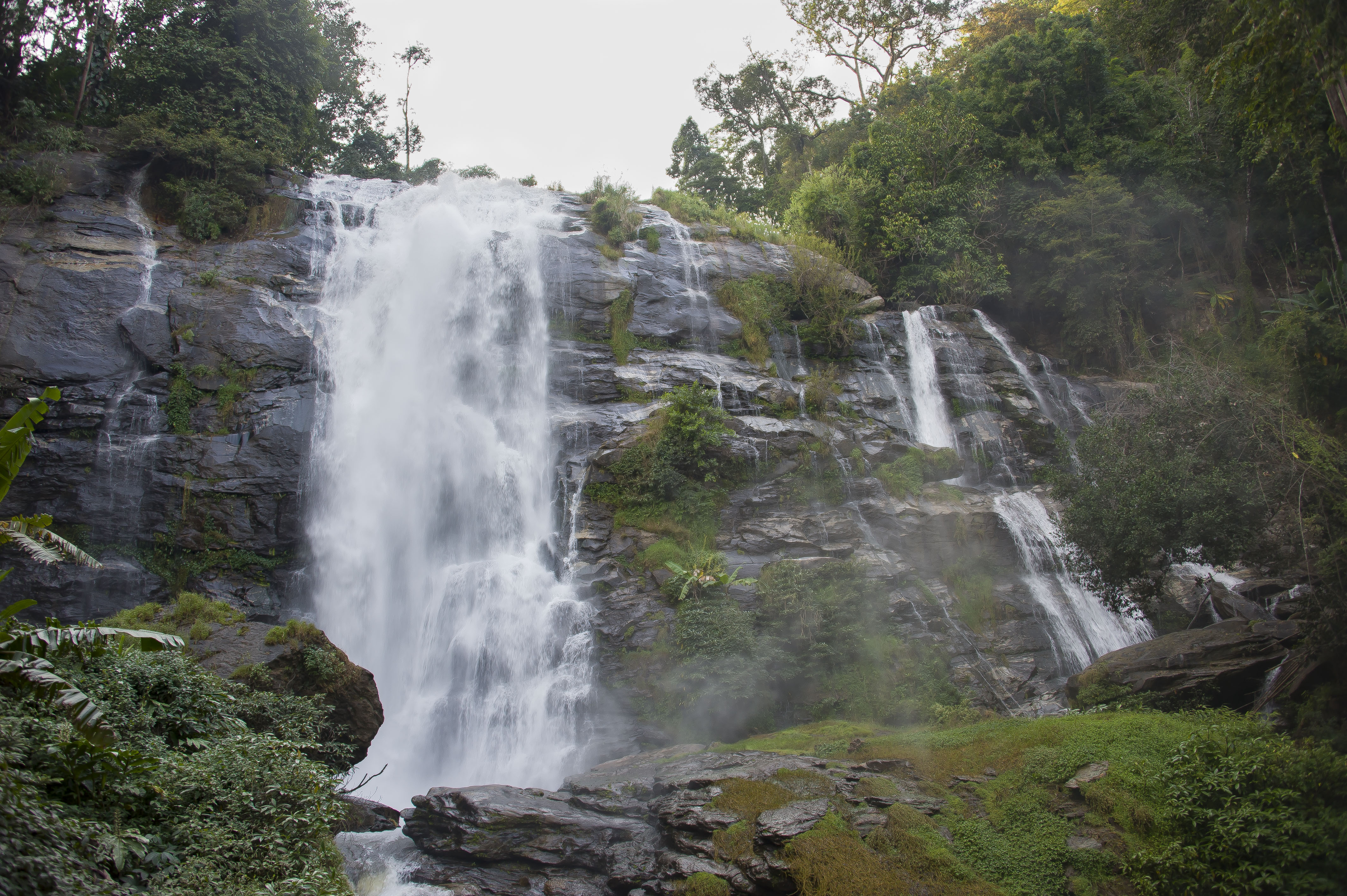

Les cours d'eau et les petites cascades sont nombreux : 
- ruisseaux  de Huai Kaeo, Huai Chang Khian et Huai Mae Hia qui se jettent dans la rivière Mae(nam) Ping ;
- chutes d'eau de Huay Kaew (น้ำตก ห้วยแก้ว), Mae Sa (น้ำตก แม่สา), Mok Fa (น้ำตก หมอกฟ้า), Tat Mok, Montha Than[1],[2]...

Cascades
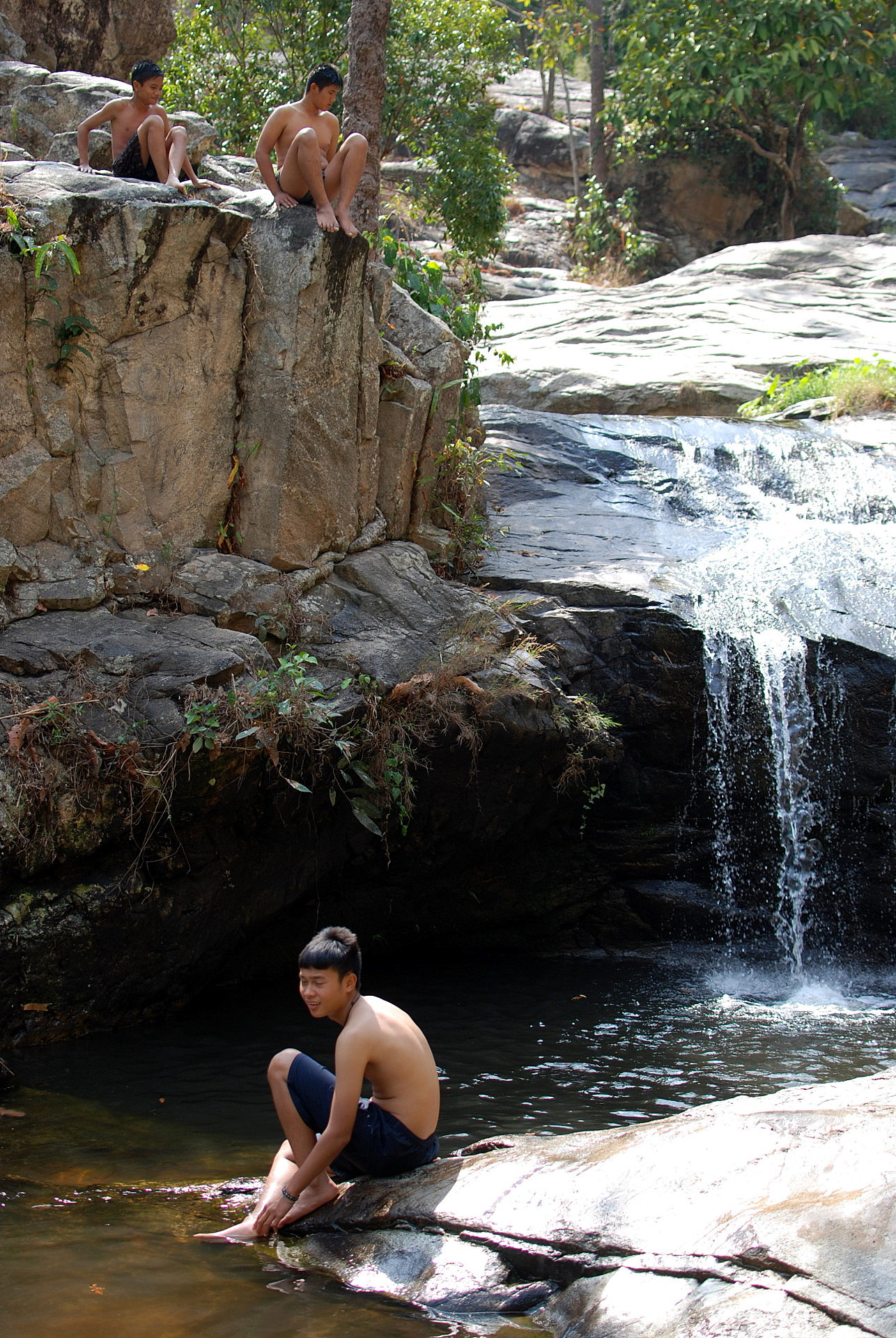
Huai Kaew
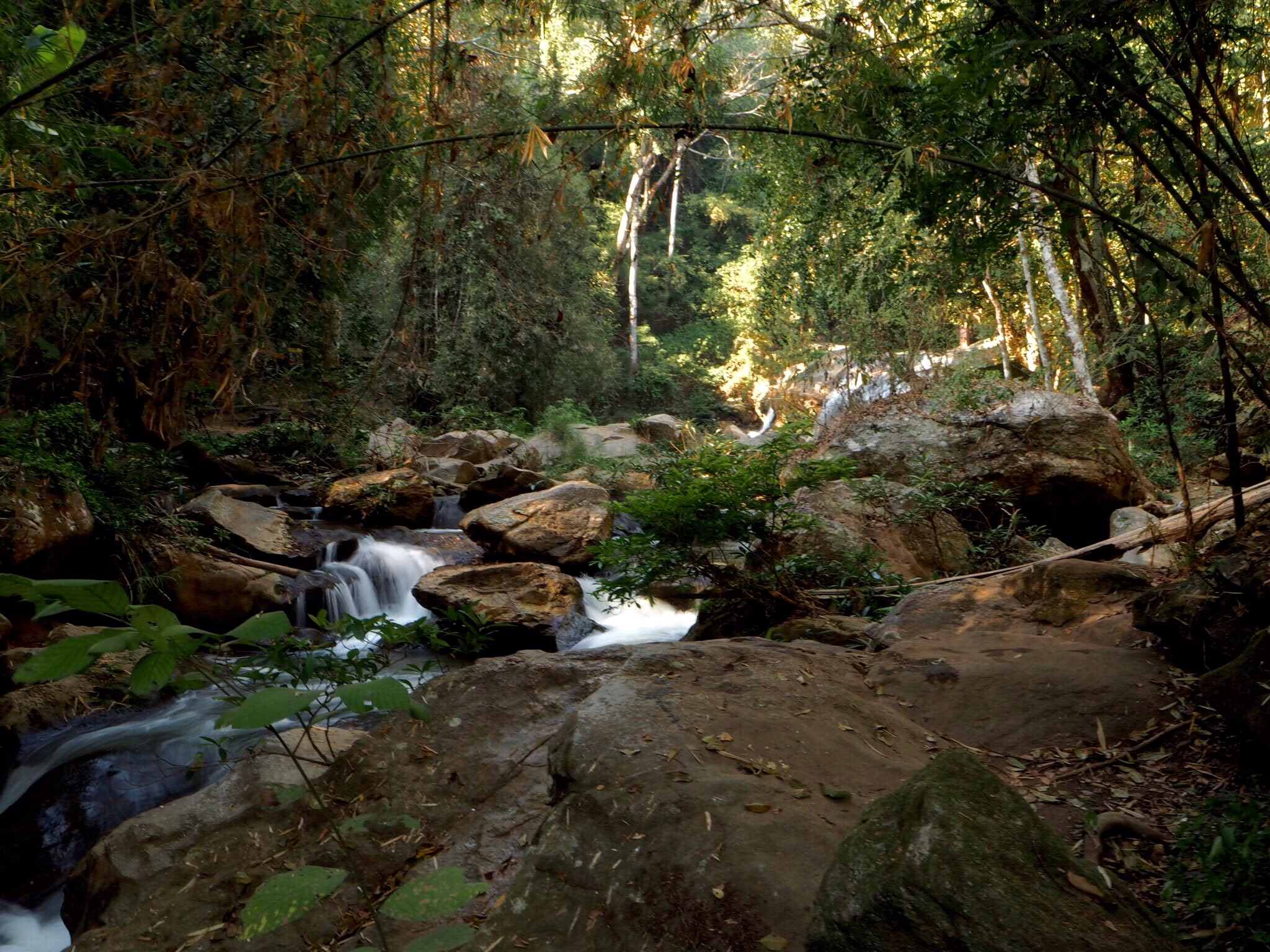
Mae Sa
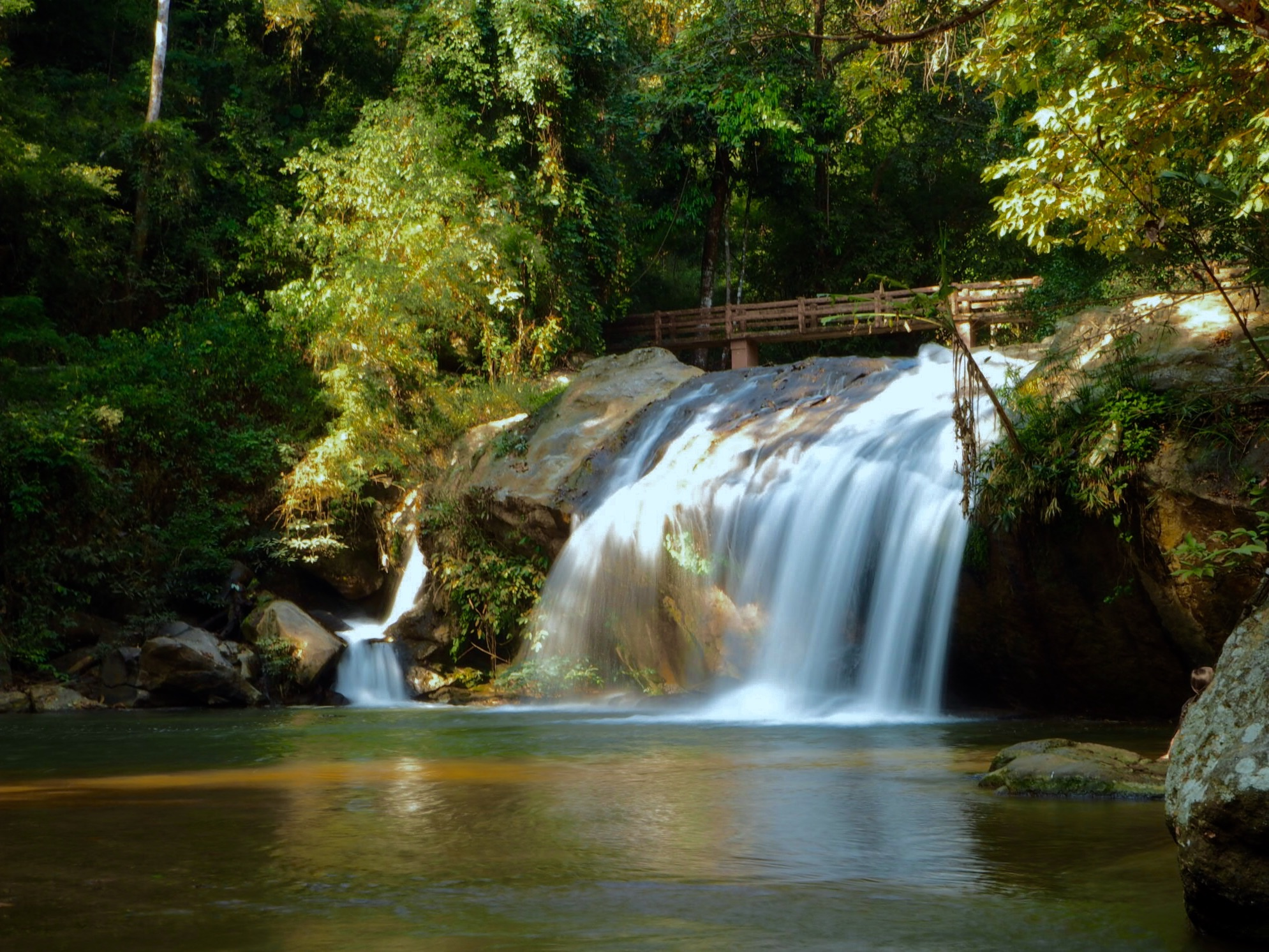
Mae Sa
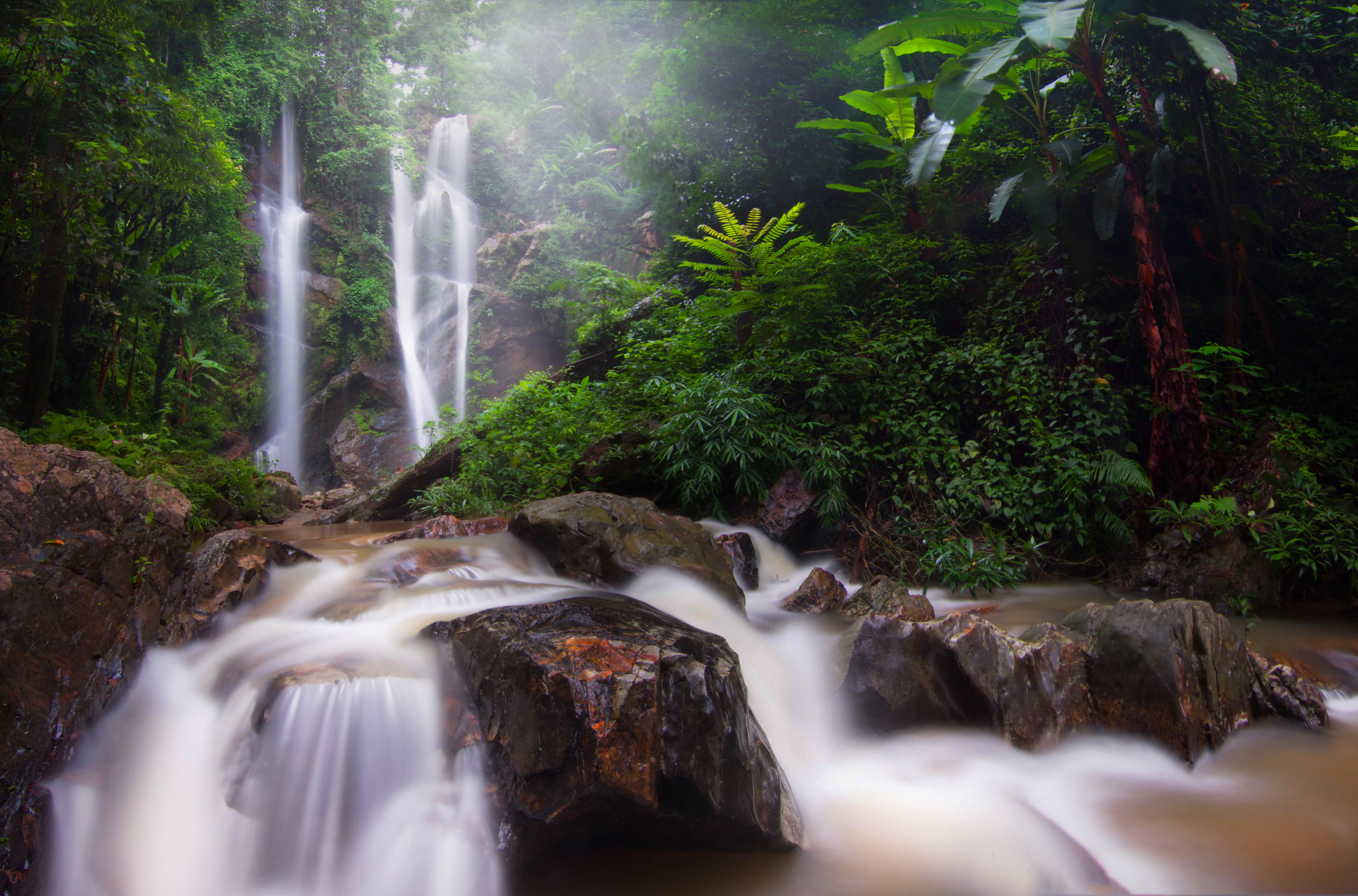
Mok Fa
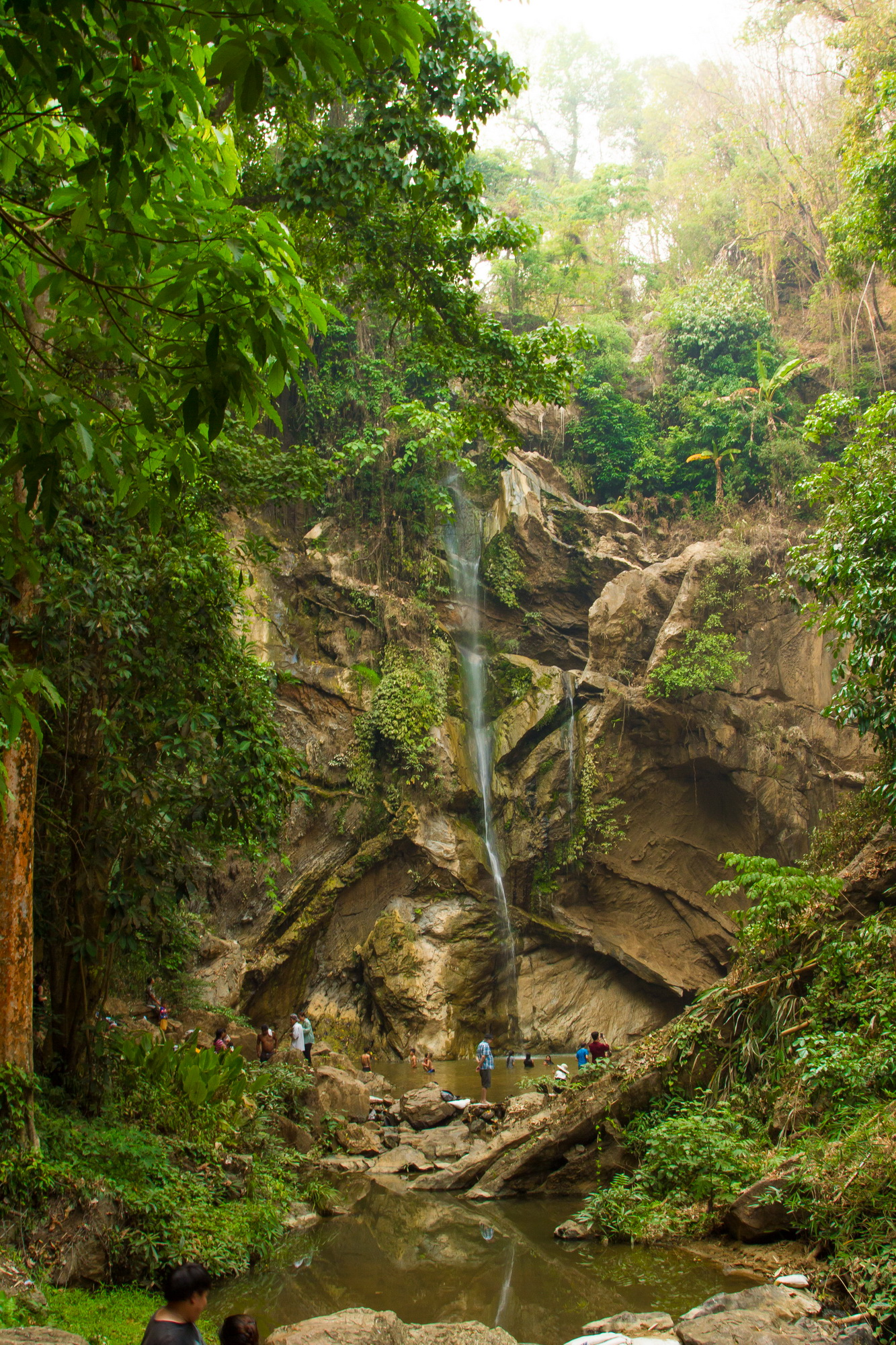
Mok Fa

On peut admirer la nature en se promenant le long des sentiers de randonnée mais ils sont souvent mal balisés et il est alors préférable d'y aller avec un guide pour ne pas risquer de se perdre en chemin : Budha's footprint trail, Huay Tung Tao circular trail, sentier du bonze (Monk's trail) qui mène à l'antique petit temple bouddhiste Wat Phat Lat (วัด ผาลาด) du milieu du 14e siècle, etc.

Sentier du bonze et Wat Phat Lat
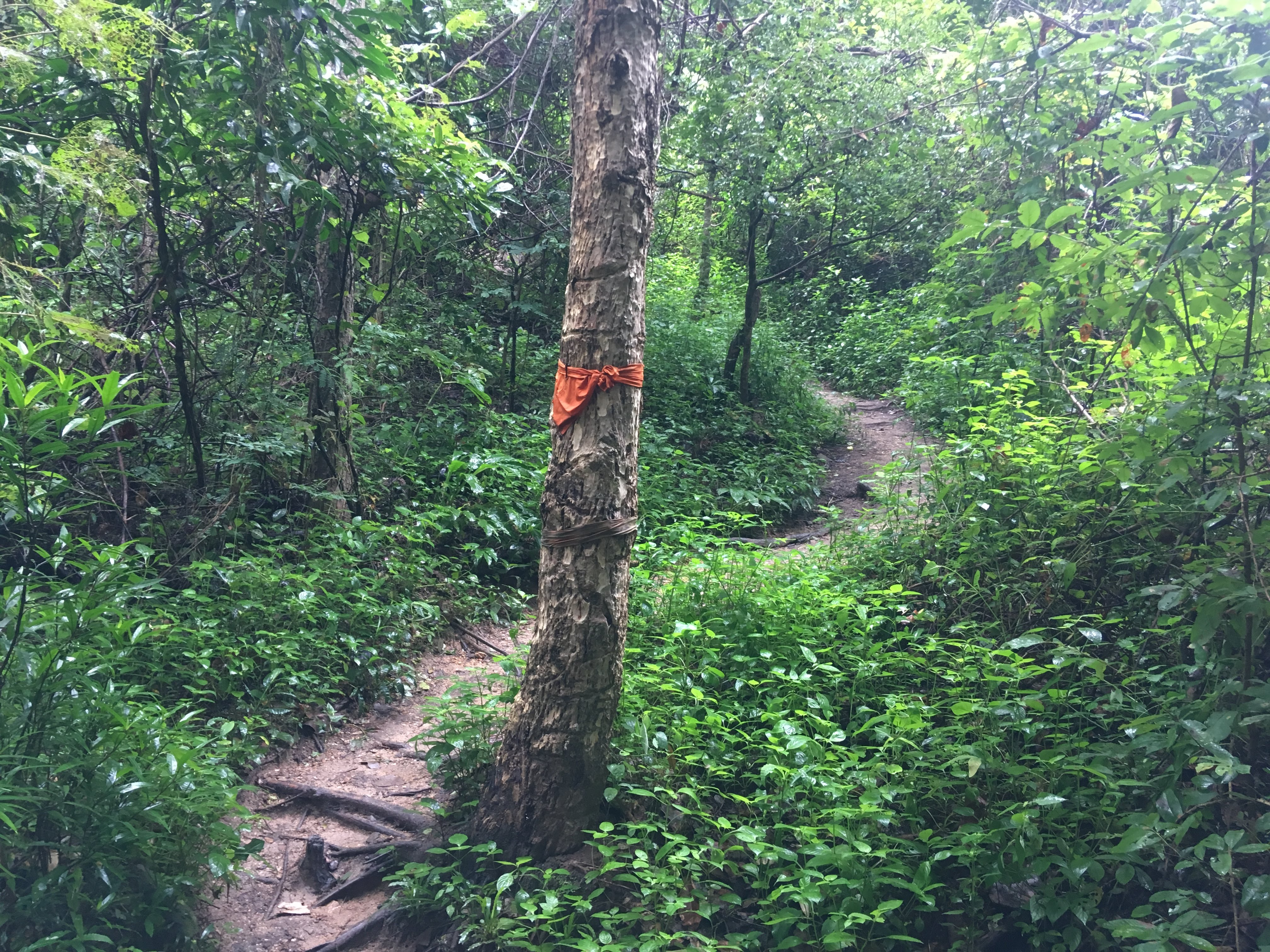
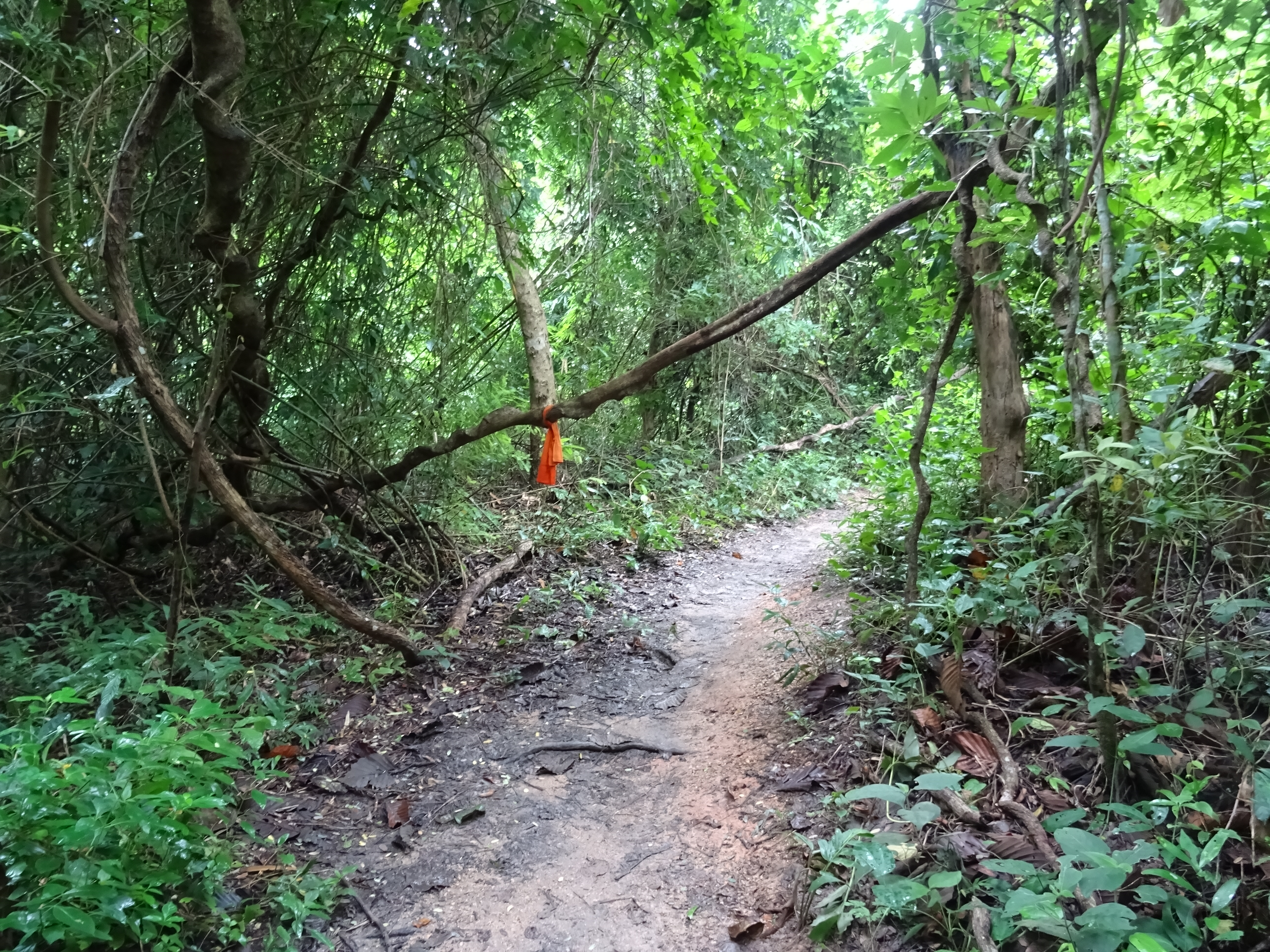
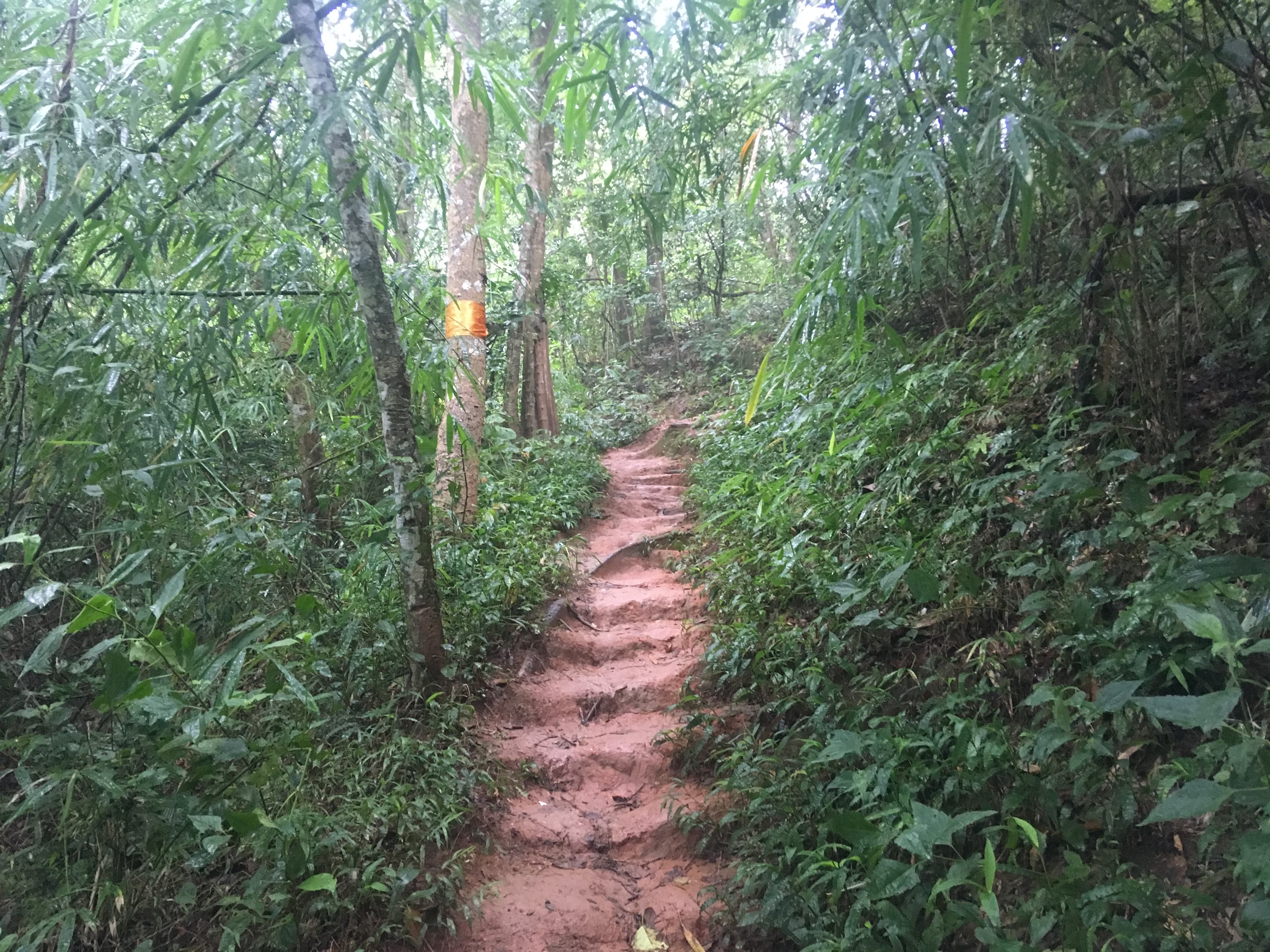
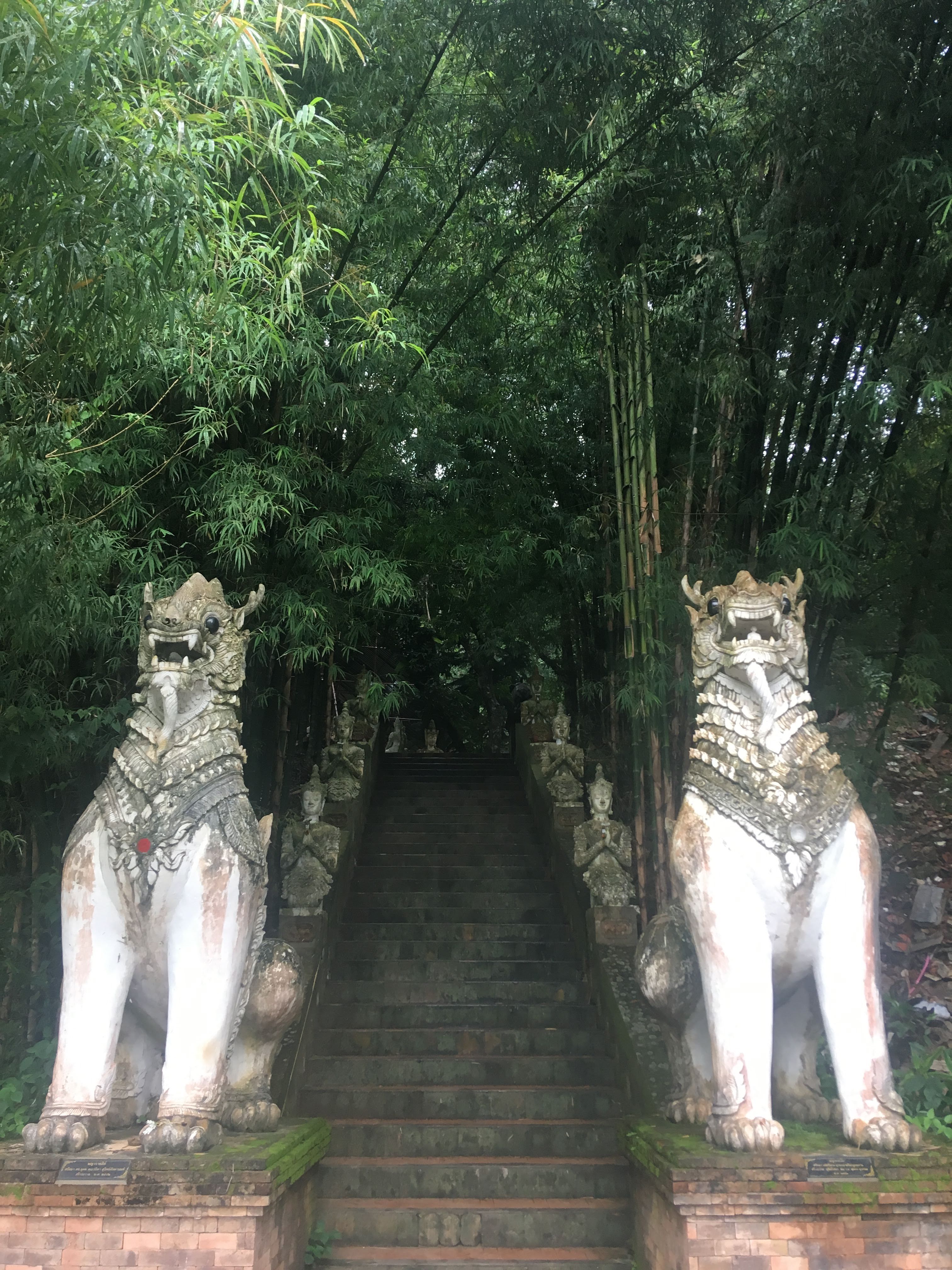
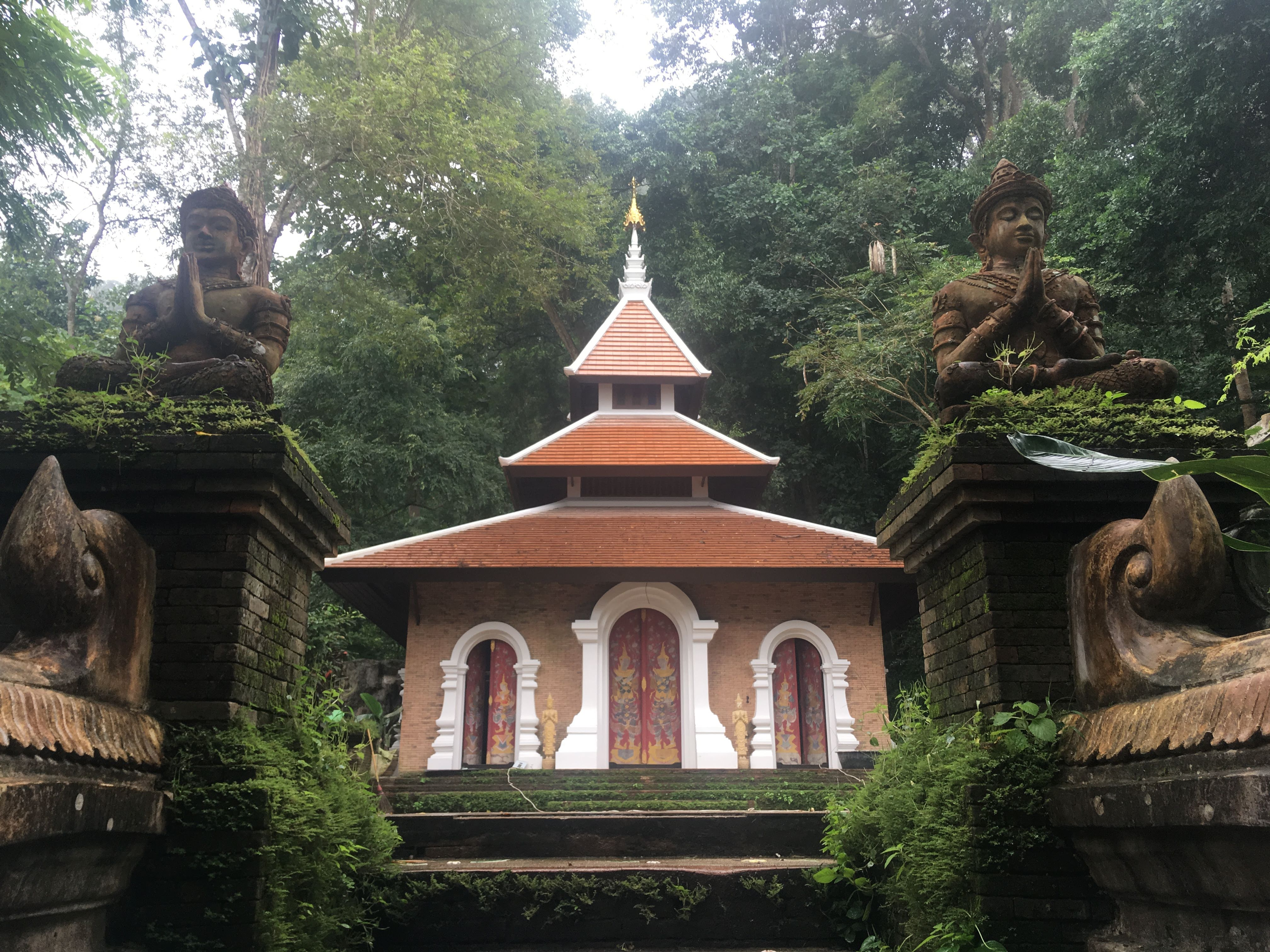

La saison des pluies commence au mois de mai et se termine en novembre ; la saison sèche, froide puis chaude est de décembre à avril. La température moyenne est douce et agréable, autour de 20-23°C. Les températures les plus froides, de 5 à 6°C, sont souvent au mois de février.

## Flore et faune

### Flore

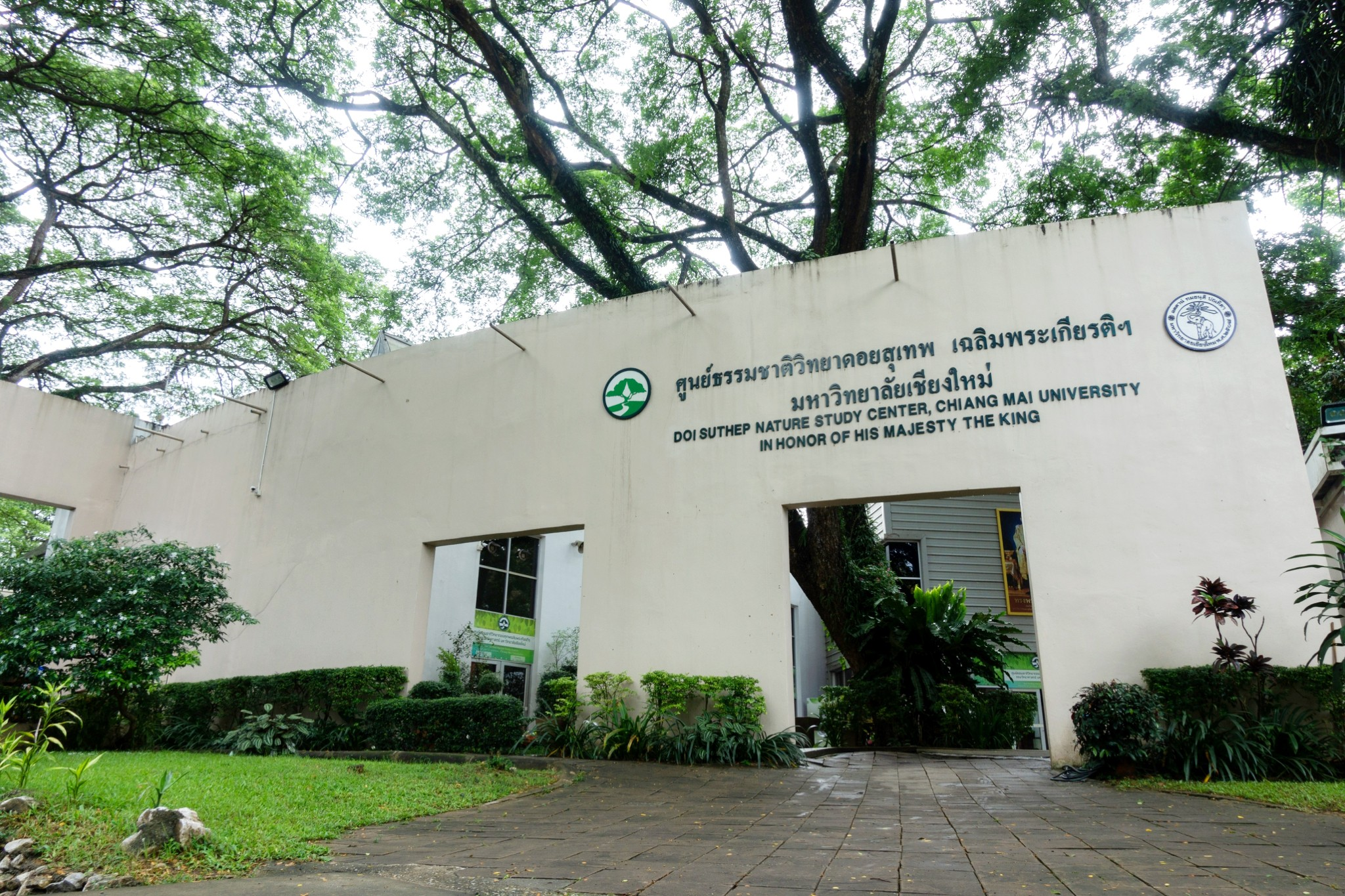
Doi Suthep Nature Study Center, Chiang Mai University

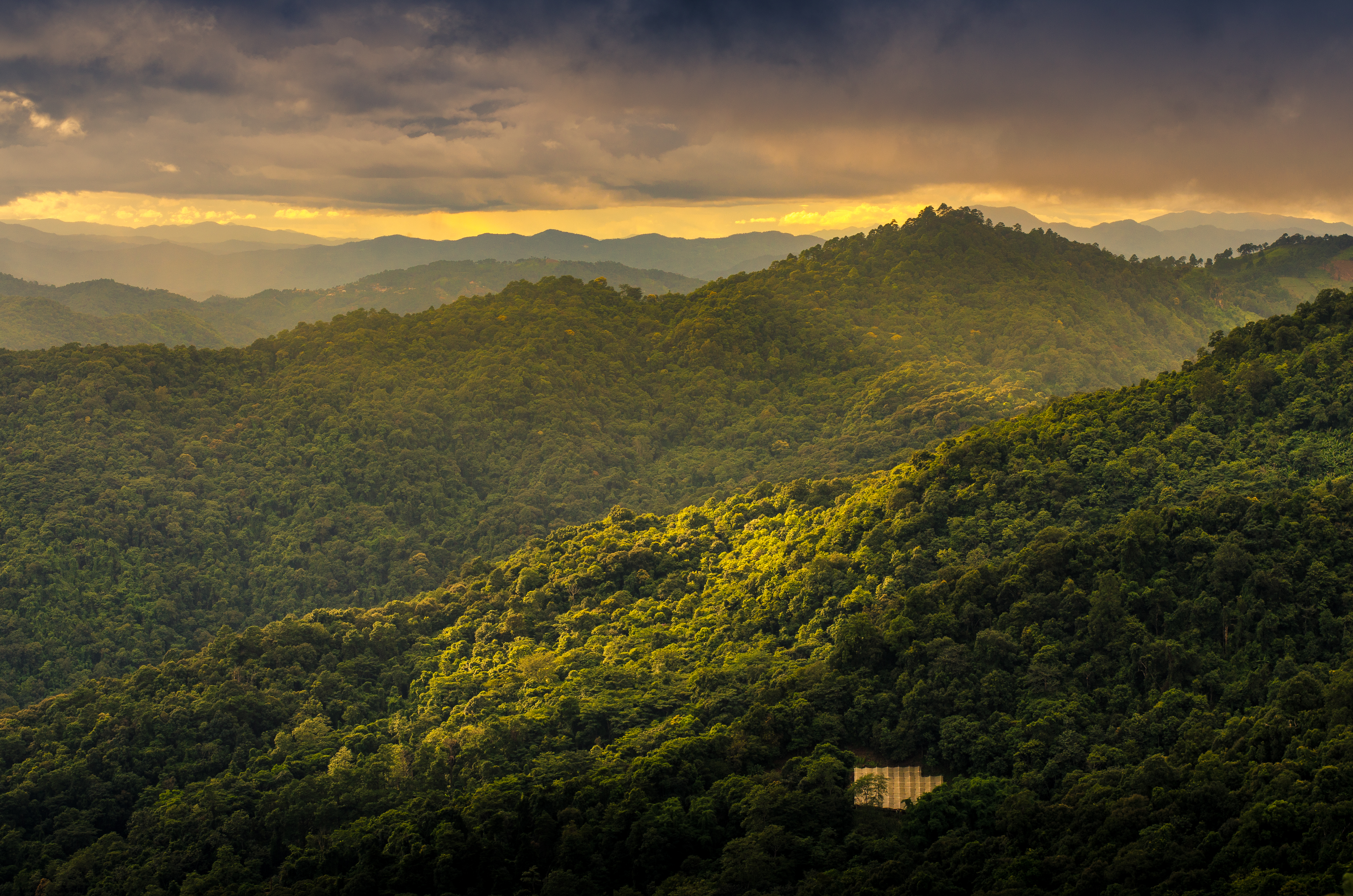
Forêt tropicale du parc national de Doi Suthep-Pui

On trouve dans le parc national de Doi Suthep-Pui plus de 2000 espèces de plantes vasculaires : lycopodes et sélaginelles ; fougères et prêles ; plantes à fleurs ; conifères, cycas etc.
En dessous de 900-1000 m d'altitude, ce sont des forêts tropicales humides et sèches, des forêts de dipterocarpus et des forêts de bambous ; et au-dessus de 900-1000 m, ce sont des forêts de montagnes, forêts de chênes et forêts de pins.

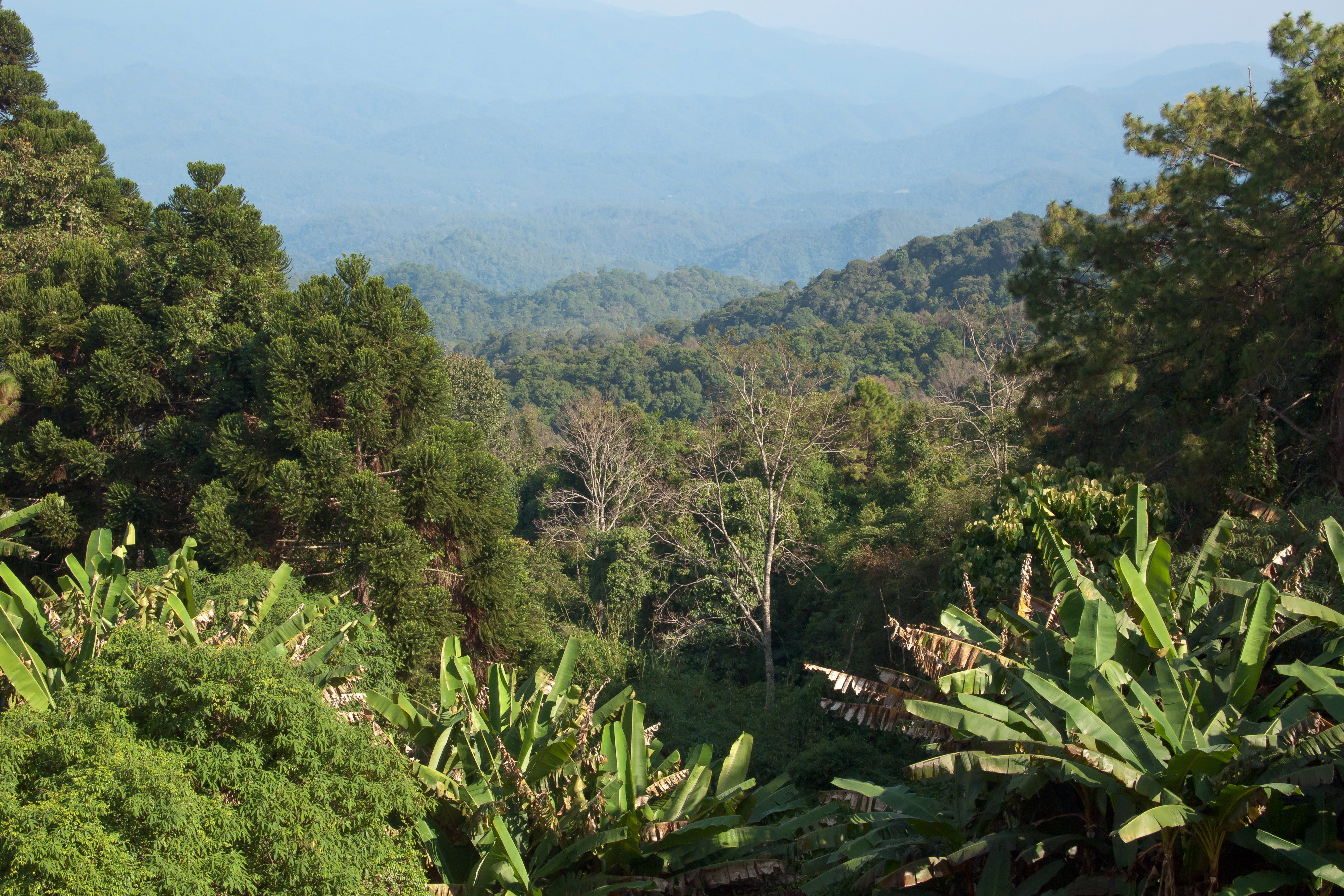
Forêt tropicale de Doi Pui

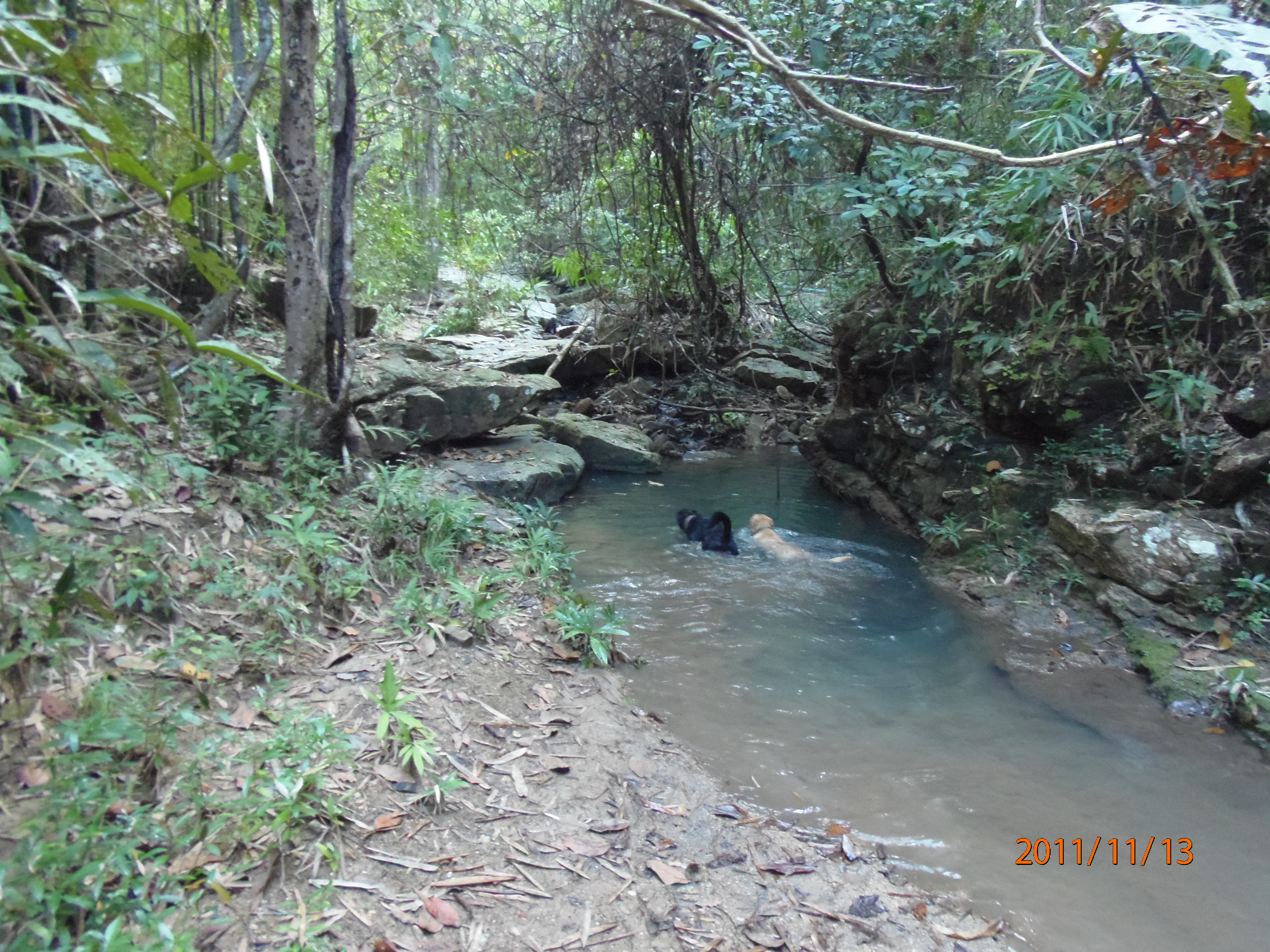
Forêt tropicale de bord de ruisseau de Doi Suthep-Pui

#### Forêts en dessous de 900-1000 m
Dans la forêt tropicale humide, on trouve du teck ; lagerstroemia cochinchinensis, lagerstroemia macrocarpus, lagerstroemia triptera et lagerstroemia venuta ; irvingia malayana et gmelina arborea ; fougères ; magnolia baillonii et magnolia champaca ; orchidées rhynchostylis coelestis et rhynchostylis gigantea ; bambous etc.
Dans la forêt de dipterocarpus, il y a des dipterocarpaceae shorea obtusa, shorea roxburghii et shorea siamensis, hopea odorata, dipterocarpus obtusifolius et dipterocarpus tuberculatus ; chêne quercus kerrii var. kerrii ; arbre à laque de Birmanie ; Jamelonier ; mousses ; lichens ; fleurs de porcelaine hoya parasitaca ; orchidées dendrobium delacourii, dendrobium scabrilingue et dendrobium secundum etc.

#### Forêt au-dessus de 900-1000 m
Dans la forêt de montagnes, on trouve des pins à trois aiguilles pinus kesiya ; des arbres anneslea fragrans ; bouleau betula alnoides ; castanopsis armata, castanopsis diversifolia et castanopsis tribuloides ; chênes quercus aliena, quercus brandisiana, quercus kerrii var. pubescens, quercus lanata, quercus lineata, quercus semmisserata et quercus vestita ; schima wallichii ; styrax ; magnolia floribunda et magnolia garrettii ; des plantes herbacées imperata cylindrica ainsi que des zingiberaceae alpinia malaccensis, curcuma rond ou clés chinoises, gingembre ; des mousses ; des orchidées etc.

#### Menaces
Régulièrement les forêts des montagnes autour de Chiang Mai prennent feu pendant la saison sèche : des feux d'origine naturelle mais aussi des feux d'origine humaine, accidentels ou criminels, allumés par des paysans pour faire de la culture sur brûlis ou de l'élevage,,,,... 

Il faut alors de longues années pour que la forêt parvienne à repousser.

Destruction d'une forêt par le feu et reboisement
Forêt venant de brûler
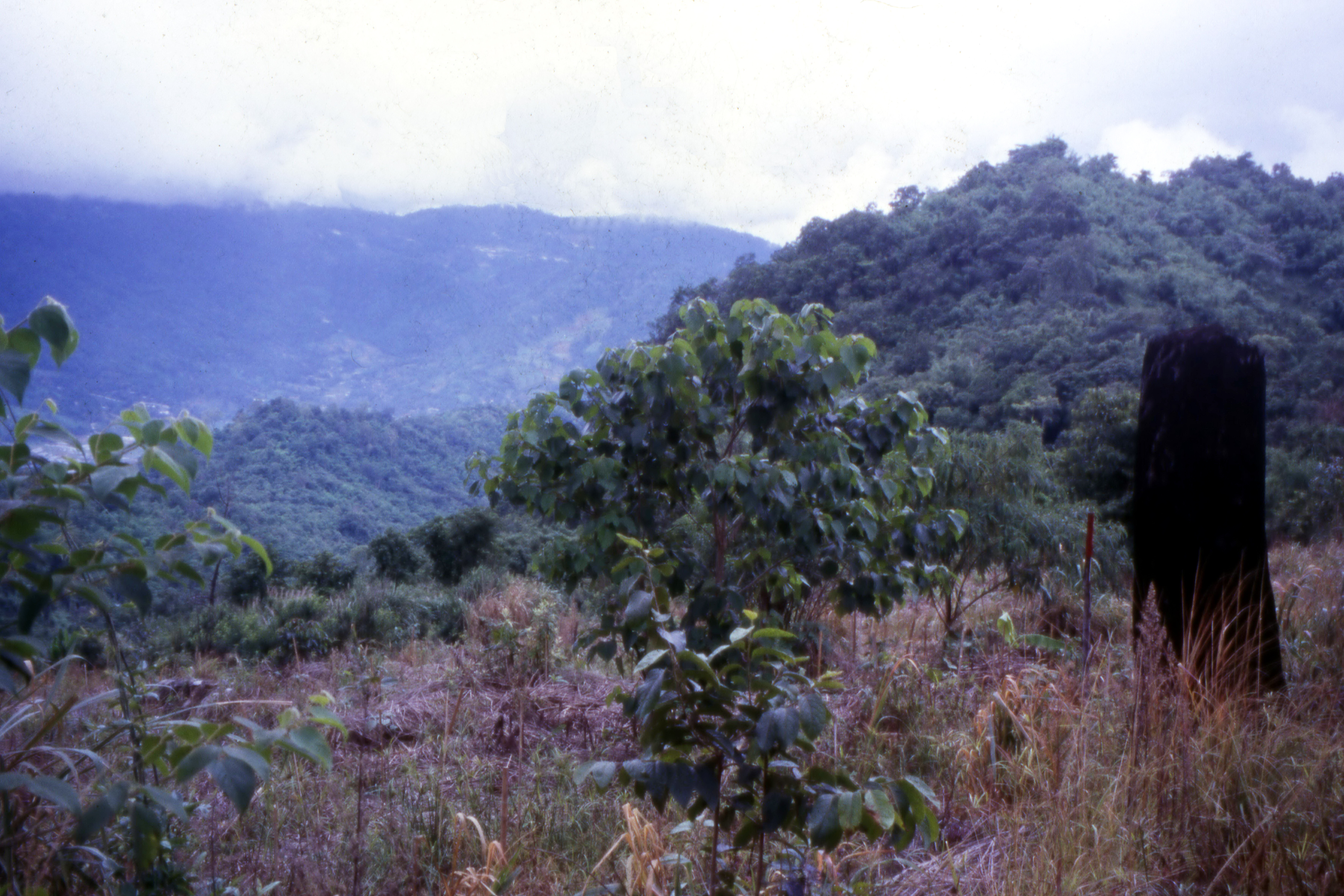
Forêt détruite par le feu 1 an après, reboisée avec diverses espèces d'arbres
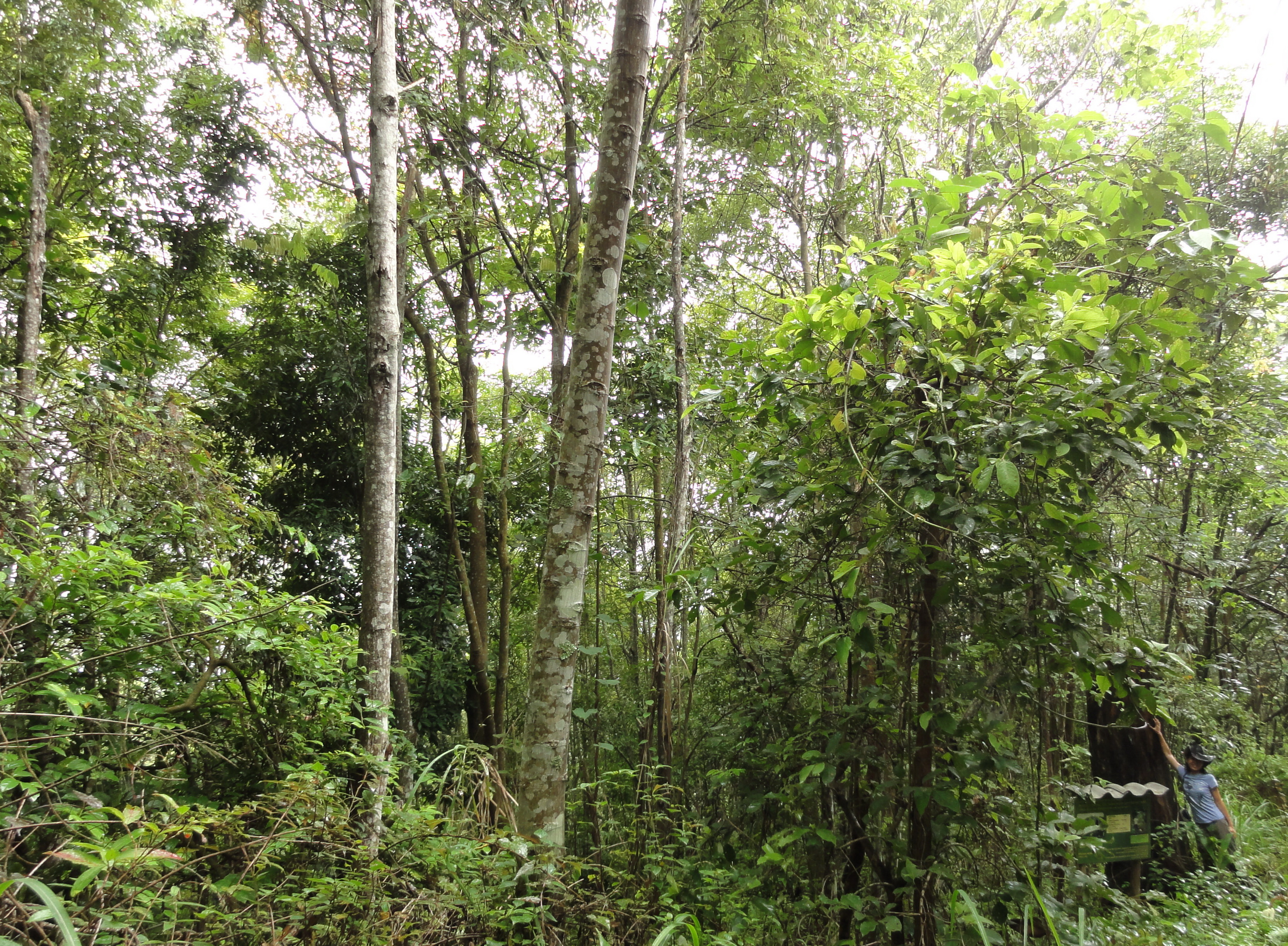
Forêt 12 ans après avoir été restaurée

En 2002, les scientifiques F. Maxwell et Stephen Elliot estimaient, dans leur ouvrage "Vegetation and Vascular Flora of Dio Suthep-Pui National Park", que plus de 50 espèces végétales étaient en voie de disparition dans ce parc national :
- dans les basses terres à moins de 1000 m d'altitude sont menacés les arbres cordia mbaya, diospyros coaetana et euphorbia lacei... ainsi que la seule plante vasculaire ne présentant visiblement ni feuilles, ni fleurs, ni racines, le psilotum nudum ;
- dans les hautes terres à plus de 1000 m d'altitude sont menacés les arbres et arbustes bois de parfum aquilaria crassna, rose de Chine hibiscus mutabilis, callerya atropurpurea et les conifères pin de Sumatra, podocarpus neriifolius et if à prune ou pin à queue de vache cephalotaxus griffithii... ; les palmiers calamus arborescens et plectocomia kerrana ; la fougère arborescente cyathea chinensis ; la plante herbacée monotrope sucepin ; ainsi que les orchidées calanthe triplicata, cymbidium tracyanum, dendrobium sutepense et phaius tankervilleae etc.

### Champignons
Il y a de nombreux champignons dans le parc national de Doi Suthep-Pui.
Ces champignons poussent la plupart du temps pendant la saison des pluies, entre juin et octobre.
On les trouve dans :
- les forêts sèches de dipterocarpus : russules, boletus et amanites ;
- les forêts humides de dipterocarpus, par exemple près du temple de Wat Phrathat Doi Suthep à 900 m d'altitude : amanites, lactaires et russules ;
- les forêts de chênes, par exemple dans le parc national de Doi Suthep-Pui à Sun Gun entre 1400 et 1500 m d'altitude et à Phar Dum à environ 1400 m : russules, lactaires, amanites et boletus ;
- les forêts de pins, par exemple au sommet de la montagne Doi Pui entre 1600 et 1685 m : lactaires et amanites[13].

Les amateurs de champignons peuvent ramasser dans leurs paniers de nombreux champignons comestibles :
- amanita chepangiana (เห็ดไข่ขาว), amanites amanita hemibapha (เห็ดไข่เหลือง) et amanita princeps (เห็ดไข่ขาว) ;
- astraeus hygrometricus (เห็ดเผาะ) ;
- boletus firmus (เห็ดน้ำผึ้ง), mycoamaranthus cambodgensis (เห็ดกะหล่ำมา), phaeogyroporus portentosus (hed haa), sinoboletus sp. (hed pod maa lek) ;
- girolle ou chanterelle commune (เห็ดขมิ้นใหญ่), cantharellus minor (เห็ดขมิ้นเล็ก) ; craterellus aureus (เห็ดขมิ้นเหลืองกรอบ) et craterelle craterellus odoratus (เห็ดขมิ้นหนัง) ; pterygellus polymorphus ;
- lactaire à lait abondant (เห็ดฟาง), lactaire lactarius glaucescens (hed khaa), lactaire poivré (เห็ดขิง) ;
- russula alboareolata (hed nam paeng), russule charbonnière (hed naa moi ou bien hed nam maak), russula densifolia (hed than lek), russule jolie (เห็ดแดง), russule verdoyante (hed lom kra khiaw) et russule xérampéline (เห็ดแดงเหลือง) etc.[14]

Les cueilleurs et mangeurs de champignons doivent bien sûr se méfier des champignons toxiques :
- certains champignons sont mortelles : les amanites amanita exitialis, amanita fuliginea, amanita virgineoides... ;
- quelques espèces provoquent des hallucinations : panéole bleuissant ...
- et d'autres espèces rendent malade, provoquent des vomissements... : cantharocybe virosa, lépiote de Morgan, russule émétique etc.[15],[16]

### Faune
Il est possible d'observer dans le parc national de Doi Suthep-Pui près de 26 espèces de mammifères (surtout de petits mammifères), 360 espèces d'oiseaux, 59 espèces de reptiles (4 espèces de tortues, 14 espèces de lézards et autres et 41 espèces de serpents) et environ 17 espèces d'amphibiens.

#### Mammifères
Il y a le cerf aboyeur, le saro d'Indochine, le cochon sauvage (sanglier), l'ours noir d'Asie, le macaque d'Assam et le macaque à queue de cochon du Nord, le chat doré d'Asie ainsi que l'écureuil de Pallas, le hérisson sans piquant petit gymnure, le toupaye de Belanger, la musaraigne crocidura vorax, le rat des bambous, le rat polynésien et le rat d'Asie...

#### Oiseaux
Les passionnés d'ornithologie peuvent découvrir une multitude d'oiseaux passereaux, souvent de petite taille :
- cochoa pourpré, grive à ailes rousses, grive à tête orange, grive de Dixon, merle à ailes grises, merle à tête grise... ;
- bouscarle russule ; brève à nuque fauve ; bruant de Tristram ; bulbul cap-nègre ; cutie du Népal ; cyornis magnirostris et shama dayal ; drongo cendré ; garrulaxe à ailes rouges ; loriot de Chine ; mésange modeste ; pie-grièche schach ; paradoxornis fléché ; pirolle à bec rouge ; pomatorhin à bec rouge ; sittelle géante ; verdier d'Oustalet etc.

Ils peuvent aussi observer des oiseaux non passereaux, souvent de taille moyenne ou grande :
- rapaces aigle noir, bondrée orientale... ;
- faisan argenté et faisan de Hume[18] ;
- colombar chanteur et coucou plaintif ; engoulevent de Horsfield ; guêpier de Leschenault ; martin-chasseur mignon ;  tourterelle tigrine etc.

#### Reptiles

##### Tortues
Ce sont des tortues à grosse tête, des tortues boîtes de Malaisie...

##### Lézards et autres
Ce sont des geckos cyrtodactylus doisuthep et hemidactylus platyurus ; des acanthosaura lepidogaster ; des scinques eutropis macularia, scincella reevesii et tropidophorus berdmorei...

##### Serpents
Ce sont des indotyphlops porrectus ; des trimeresurus popeiorum et des vipères de montagne etc.

#### Amphibiens
On peut entendre et voir des grenouilles et crapauds amolops marmoratus et odorrana chloronota ainsi que leptobrachium chapaense et megophrys parva ; on peut rencontrer l'amphibien en forme de vers ichthyophis youngorum et la salamandre tylototriton uyenoi etc.